# Adam Frączczak
Adam Frączczak (Kołobrzeg, 7 agosto 1987) è un calciatore polacco, attaccante del Pogoń Stettino II.

## Caratteristiche tecniche
È un attaccante centrale, ma può giocare anche come esterno d'attacco in un tridente.

## Carriera
È cresciuto nelle giovanili del Żaki, formazione della sua città natale, Kołobrzeg. Acquistato dal Legia Varsavia con cui gioca in U-19, nel 2008-2009 passa in prestito al Dolcan Ząbki in I liga. Realizza il suo primo gol fra i professionisti il 30 maggio 2009 sbloccando il risultato nella trasferta contro il Motor Lublin.
La stagione successiva scende in quarta divisione al Kotwica Kołobrzeg, squadra della sua città. Vi rimane un anno e mezzo, realizzando ventisei reti in quarantatré gare. Le sue prestazioni non passano inosservate al Pogoń Szczecin, che decide di acquistarlo per 50 000 euro. Dopo una sola stagione viene promosso in Ekstraklasa con i rossoblu e nel 2014 ne indossa per la prima volta la fascia da capitano, ruolo che poi mantiene negli anni successivi.
Con la maglia dei portowcy ha totalizzato oltre 250 gare, realizzando 70 reti fra campionato e coppa.
Il 22 giugno 2021 viene annunciato il suo passaggio al Korona Kielce.